# George Dew
George Dew, detto anche George Hout o George d'Hout e indicato anche come D'Hout, Hout, Huff, Hutt, Dhout, Doo, Dhu e Dewes (Inghilterra, 1666 – Saint George, 1703), è stato un pirata inglese.

## Biografia

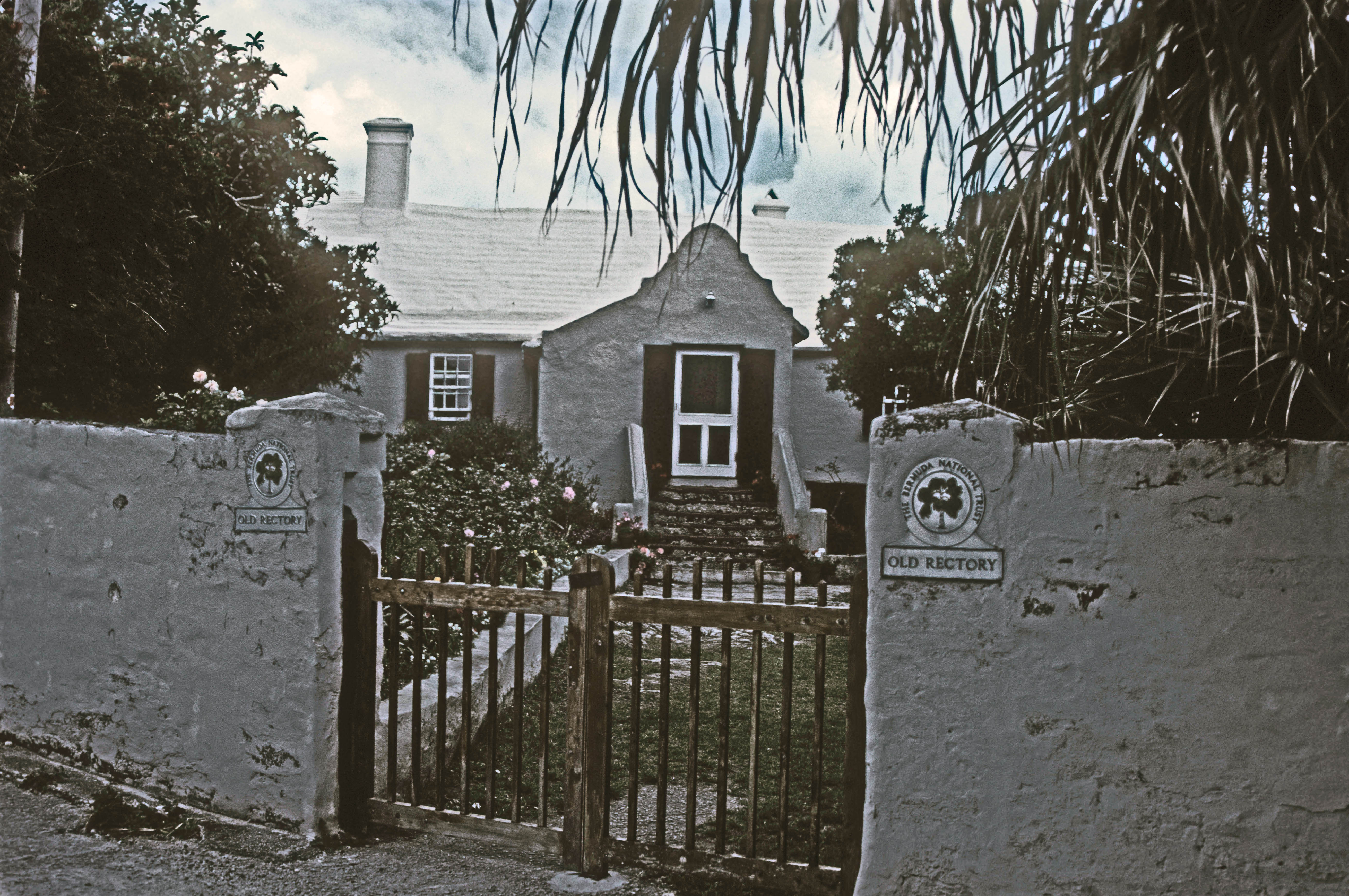
Old Rectory, la residenza di George Dew a Saint George, Bermuda.

Dew iniziò la propria carriera come marinaio a bordo di una nave schiavista lungo le coste dell'Africa occidentale, e successivamente lo troviamo a prendere parte ai raid pirateschi a Panama nel 1686. Assieme a Francois Grogniet ed a Pierre Le Picard nel 1687 saccheggiò la città di Guayaquil in Ecuador, guidando il contingente inglese dopo la morte del loro comandante, Francis Townley, fino a Panama. Dal 1691 ottenne un incarico dal governo coloniale delle Bermuda per attaccare le navi francesi, che inseguì fin nell'area delle colonie americane ed in Acadia. In quell'anno con William Kidd salpò verso il fiume Piscataqua, minacciando il vicino forte francese. Salpò poi assieme al comandante pirata Thomas Griffin, utilizzando come scusa la lettera di corsa ricevuta. Dew e Griffin vennero bloccati da Christopher Goffe, ex pirata divenuto cacciatore di pirati, nel mare appena fuori Boston con l'accusa di sospetta pirateria, ma gli sloops dei due pirati riuscirono a fuggire seminando Goffe.
Tornato nelle Bermuda nel 1693, si sposò e sembrò iniziare una vita familiare,  ma presto ripartì per mare. Quando Thomas Tew salpò per l'Africa a bordo del suo sloop Amity per attaccare i porti francesi in Gambia nel 1693, Dew si unì a lui con lo sloop Amy. I due vascelli vennero poi colti da una tempesta e si separarono. Tew ignorò quindi il suo obiettivo e fece vela verso il Madagascar. La Amy di Dew perse il suo albero maestro e riuscì a malapena a raggiungere la baia di Saldanha in Africa meridionale. Venne quindi arrestato dagli olandesi ed accusato di pirateria. Inviato prigioniero nei Paesi Bassi per il processo, venne rilasciato per mancanza di prove e si rivalse contro il governo olandese con una nuova causa.
Dal 1695 tornò nei Caraibi e a bordo del brigantino Marigold tentò di salpare dalle Barbados verso l'Africa. La sua nave venne però danneggiata da una tempesta e la sua ciurma si rifiutò di proseguire, costringendolo a tornare nelle Barbados a mani vuote. Tornò in famiglia alle Bermuda e nel 1699 costruì una casa nota come Old Rectory, ancora oggi esistente. Gli olandesi nella baia di Saldanha avevano ancora la sua vecchia nave, la Amy, che venne però smontata in quell'anno. Dew venne eletto all'Assemblea Generale delle Bermuda della quale rimase membro sino alla sua morte nel 1703. Una leggenda locale narra che Old Rectory sia ancora oggi infestata dal fantasma di Dew, che occasionalmente si può udire suonare un clavicembalo d'epoca conservato nella casa.